# يو إف سي ليلة القتال: غان ضد تويفاسا
يو إف سي ليلة القتال: غان ضد تويفاسا (بالإنجليزية: UFC Fight Night: Gane vs. Tuivasa)‏ هو حدث لفنون القتال المختلطة نظمته يو إف سي، أُقيم في 3 سبتمبر 2022، على أكورهوتيل أرينا في باريس، فرنسا.